# イグザンプラーテレビ
イグザンプラーテレビは、テレビ神奈川 (tvk) で2006年4月28日から放送を開始した、毎週金曜23時30分から24時まで放送されているバラエティ番組である。

## 概要
放送開始一週間前の4月22日までインターネットテレビ放送局のThe Color Television Network (CTVN) で放送されていた『イグザンプラー』の続編であり「史上初インターネットからテレビになった番組」と謳っている。
『イグザンプラー』とは異なり生放送ではなく、いわゆる撮って出し形式となったため『テレバイダー』から伝統的に続いていた「裏番組速報」も無くなっている。尚、台本の公開は行っている。
ドワンゴによるパケットラジオ（パケラジ）でも同時放送されているが、テレビとは異なるアングルの「5カメさん」での映像となっている。このアングルは3種類の中から視聴者による投票で決まり、放送開始後約3分頃まで受け付けていたが、パケラジのリニューアルに伴い視聴者が3種類から任意のアングルを選択出来るシステムへと変更された。
パケラジでの放送は、テレビでVTRやCMが流れている間もスタジオを映したままの映像になっており、パケラジのみの視聴者にとっては番組内容がわかりづらいという難点がある。また、公式HPでは放送開始5分前と放送中盤、放送終了後に『イグザンプラー全世界版』という短い映像を公開している。これはタイトルロゴも『イグザンプラーテレビ』ではなく『イグザンプラー』のままである。
番組最後に流れるスタッフロールの製作著作の欄は、イグザンプラー時代の「The Color Television Network」ではなく「イグザンプラーテレビ製作委員会」になっている（2006年5月12日の放送から 企画・開発として「CTVN」とロゴマークがスタッフロールに書かれるようになった）。
2006年6月2日と6月9日には放送事故が発生した。前者は、パケラジにおいて画像が表示されずに音声のみが放送され、後者はtvkとパケラジで異なる回を放送してしまった。6月9日放送分は、パケラジでの再放送とスタッフを自己啓発セミナー送りにするという処置をとった（この自己啓発セミナーはイグザンプラー独特のジョークであり過去にもそういう処置をとったことがある）。

## 出演者
- 金剛地武志
- 崎山一葉
- 相内優香

## コーナー
ネット放送時代は様々なニュースも取り上げていたが、収録のためテレビ放送開始時はニュースをほとんど取り上げていない（イグザンプラー全世界版どちらかで唯一ニュースを取り扱っていた）。しばらくコーナーを中心にした構成となっていたが、2006年6月9日の放送からはネット版と同じく様々なニュースを取り上げている。
- パーソナル・センチュリー (PC)
お年寄りをPCに見立て観察するコーナー。パソコン用語がふんだんに盛り込まれている（シャットダウン、スタンバイ、スパムメール等）。
- サーチフラッグ
MSNサーチを使い、毎回番組から出される僅かなヒント（正解の頭文字、文字数、どういうものか（例:「動物」「食べ物」）など）を金剛地が身体で表現。それを頼りにキーワードを予測し検索するコーナー。検索ワードを正解すると、番組からお得な何かが見られるページが表示される。日にちの経過と共に番組ホームページでヒントが追加されるが、一日ごとにお得な何かが"劣化"をするため、急いで検索ワードを当てる必要がある。何かが見られるページにはフォームがあり、速かった30名（2006年5月19日の放送までは10名）の名前とメッセージが大々的に表示される。ちなみにここで指す"劣化"とは、その言葉から連想されるような徐々にノイズが増えていくという類のものではなく、すべて撮りおろしの劣化映像となっている。一部の視聴者が番組ホームページの写真を見ただけでわかったなどのコメントを残していたため、2006年6月16日の放送からは金剛地の体で表現した写真は無くなっている。
- モンバ（ミュージアム・オブ・メトロポリタン・ビジネス・アート）
毎回様々な企業(主にIT関連)に出向きビジネスアートを書いてもらうコーナー。
- 異論反論ラップ de 論
ネット放送時代のコーナー、シティーライツのスタイルを踏襲した形のコーナー
- 天気予報
ネット放送からの企画。明日の日にちと天候で検索をし、検索数で天気を予報する。ネット版はGoogleを利用していたがテレビ版からはMSNサーチを利用している。
- 占い
ネット放送からの企画。ラッキーワードと星座と血液型で検索をし、一番ヒットした順番にランキングされる。（ネット放送では星座とラッキーワードのみだった）

### インターネット限定
- 言論の自由が丘
テレビを見ない人のために送るテレビ批評企画。毎回、様々な番組のご意見ご感想（俗に言うクレーム）を番組独自で解釈し答えている。出演者は３人のほかにテレビオーソリティーという職業の人も出演している。これは番組内のコーナーとして組み込まれておらずイグザンプラーのホームページでしか見られないコンテンツとなっている。

## 過去のコーナー
- ランキングサバイバル
毎週様々なものをイグザンプラー独自のリサーチでランキングをつけるコーナー。2006年6月2日の放送で告知なしで終了。

## 放送休止〜その後の対応
2006年9月8日の放送をもって『イグザンプラーテレビ』は一旦休止（休止理由は編成の都合とのこと）。
休止となった2006年9月8日以降、期間限定でネット放送に戻り（アンカーウーマンは寺田椿が務め、金剛地らは未出演）10月20日からテレビ放送が再開、放送内容もバラエティーからドラマに変更され、タイトルも『イグザンプラードラマ』として再スタートした。

## 放送局
- テレビ神奈川(tvk)
- とちぎテレビ(GYT) ※8月8日放送開始